# Norikazu Nobuhara
Norikazu Nobuhara (延原典和?, Nobuhara Norikazu; 28 luglio 1974) è un allenatore di football americano giapponese, membro dello staff della nazionale giapponese e dei Fujitsu Frontiers.